# ديفيد بيل (رجل أعمال)
ديفيد تشارلز هوارد بايل (2 سبتمبر 1941 - 30 ديسمبر 2003) رجل أعمال إنجليزي وناشط في مجال حقوق الحيوان.